# Anna Williams
Anna Williams (アンナ・ウィリアムズ, Anna Wiriamuzu) é uma personagem da franquia Tekken, apresentada pela primeira vez no jogo original de 1994. Ela é a irmã mais nova e grande rival de Nina Williams e a guarda-costas de Kazuya Mishima. Ela também é, embora sem seu conhecimento, a tia materna do competidor de boxe Steve Fox.
Anna originalmente compartilhou a maioria de seus movimentos com Nina; no entanto, com o passar do tempo, ganhou um conjunto de movimentos mais singular. Nas outras mídias de Tekken, incluindo filmes, geralmente aparece no papel de vilã.

## Designe jogabilidade
Anna é retratada como uma mulher sensual e curvilínea com um cabelo castanho ou preto, vestindo elegantes roupas vermelhas e azuis. Antes da luta, ela é vista flertando e provocando o inimigo, e então para ridicularizar o encontro termina com uma risada grosseira e movimentos provocativos; sua atitude e modo de vestir podem ser considerados tanto uma melindrosa quanto uma personagem femme fatale. Normalmente, ela é mostrada usando um qipao de seda modificado com meia-calça floral junto com luvas e salto alto, e mantém os cabelos bem penteados e cortados na altura do decote. Ela também é vista algumas vezes vestindo um macacão estampado de zebra com chapéu, colar, luvas e saltos pretos. Ela costuma estar entre os poucos personagens que recebem uma terceira opção de roupa, em oposição aos dois padrões, alguns deles desenhados por Mamoru Nagano.
Anna é apresentada como subchefe de Nina no primeiro e não se tornou um personagem jogável até a versão para console do jogo. Ela também é a subchefe de Nina nos outros jogos Tekken, exceto em Tekken 4, o único da série em que não aparece.

## Aparição

### Na franquiaTekken
Anna Williams era a filha mais nova do irlandês Richard e da britânica Heather. Anna foi criada na Irlanda junto com sua irmã mais velha, Nina. Ambas aprenderam várias artes marciais com o pai, um ex-assassino. Anna também foi treinada pessoalmente por sua mãe. Quando Richard morreu em circunstâncias misteriosas, as irmãs culparam uma à outra, levando a uma rivalidade de longa data entre elas. Depois disso, as duas irmãs seguiram caminhos separados com Nina usando suas habilidades para se tornar uma assassina, e Anna se juntando a um paramilitar e se tornando uma oficial da Tekken Force.
Anna desempenha apenas um papel muito menor na história do primeiro jogo, aparecendo como sub-chefe de Nina. Sua história foi expandida em jogos posteriores. Em Tekken 2, assim como no primeiro torneio, a jovem de 20 anos Nina foi mais uma vez contratada para assassinar o patrocinador do atual torneio, Kazuya Mishima. Anna se tornou a guarda-costas de Kazuya, junto com Ganryu e Bruce Irvin. Nina foi posteriormente capturada pelas forças de Mishima Zaibatsu e usada na criogenia de Dr. Bosconovitch. Ao saber disso, Anna se ofereceu para ser outra cobaia, solicitando que ela fosse acordada no futuro ao mesmo tempo que Nina.
Em Tekken 3, Nina foi despertada 19 anos depois por Ogre, que a obrigou a assassinar Jin Kazama. Conforme seu pedido, Anna foi acordada ao mesmo tempo que sua irmã, embora não tenha sido afetada pela influência de Ogre. Nina também começou a sofrer efeitos nocivos do 'sono frio', resultando em perda de memória de longo prazo. Em um ato de compaixão, Anna decidiu impedir Nina de se tornar uma assassina novamente e ajudá-la a recuperar sua perda de memória. No entanto, ela falhou no final do torneio quando Nina recuperou a memória sobre sua rivalidade com Anna, o que resultou na saída de Nina e corte de contato com Anna.
Em Tekken 5, Nina decide fazer contato com Anna na esperança de restaurar sua memória, mas o encontro delas desencadeia os sentimentos perdidos de hostilidade de Nina em relação à irmã. As irmãs eventualmente chegam a um impasse e concordam em resolver as coisas para sempre e uma parte de sua batalha pode ser vista na sequência introdutória do jogo. Humilhada com a perda, Anna busca vingança contra Nina, que já se escondeu.

### Em outros jogos eletrônicos
Anna aparece no próprio jogo de ação spin-off de Nina, Death by Degrees, como comandante da Tekken Force. Assim como nos jogos Tekken, Anna luta com os punhos e os pés, aparecendo em diversos encontros. Depois que Nina vence a luta final do jogo contra ela, Anna quase cai na água, mas Nina agarra sua mão e então ela relembra quando seu pai, Richard Williams, foi morto com tiros e Anna a confortou depois.
Ela também aparece nos jogos não canônicos Tekken Card Challenge, Tekken Tag Tournament, Tekken Tag Tournament 2 e Tekken 3D: Prime Edition.

### Em outras mídias

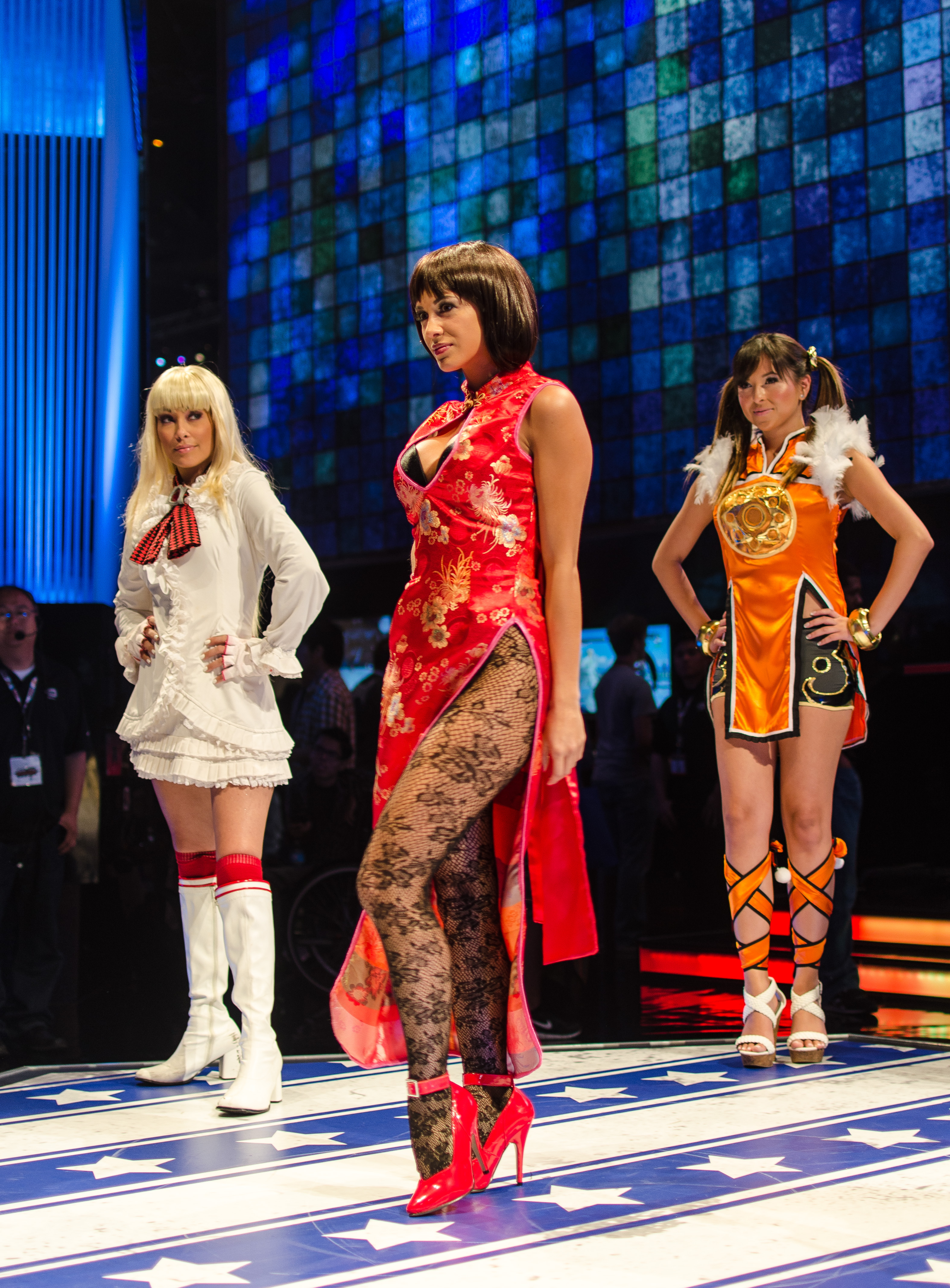
Elle Navarro vestida de Anna Williams na Electronic Entertainment Expo 2012.

Anna aparece no anime Tekken: The Motion Picture como uma das principais vilãs. A rivalidade dela com Nina também é uma das subtramas do filme, com algumas diferenças, como as duas disputando a atenção de Lee Chaolan. No filme live-action Tekken (2009), é interpretada por Marian Zapico como uma assassina da yakuza trabalhando ao lado de Nina. Ambas são amantes de Kazuya, que as envia para assassinar Jin Kazama, mas a luta que se segue atrai a atenção de Christie Monteiro, e Nina e Anna fogem. Ao contrário dos jogos, as duas se dão bem e não têm relação com Steve Fox. Anna também aparece no filme de animação CGI Tekken: Blood Vengeance, no qual trabalha para Kazuya Mishima e força Ling Xiaoyu a encontrar Shin Kamiya.
Suas aparições em mangás e quadrinhos incluem Tekken: Tatakai no Kanatani, Tekken Saga, Tekken Forever, Tekken 2 e Tekken: Blood Feud. Em 2000, a Epoch Co. lançou uma figura de ação de Anna Williams em escala 1/6, baseada em sua aparência em Tekken 3. Uma pequena figura de PVC também foi lançada pela Yujin na série SR Namco Girls Part 5 em 2004 e outra foi desenhada por Shunya Yamashita em 2015. Uma versão live-action, interpretada por Elle Navarro, também aparece no trailer de Tekken Tag Tournament 2, exibido na San Diego Comic-Con em 2012. 

## Recepção
A personagem costuma ser conhecida por seu apelo sexual. Em 2008, a GameDaily listou Anna como uma das 50 "personagens femininas mais atraentes dos jogos", observando seu estilo de luta "agradável". Em 2009, a PlayStation Universe classificou a versão sem censura de seu final em Tekken como o nono maior final de todos os tempos. Em 2011, a UGO.com a incluiu em sua própria lista das 50 personagens femininas "mais quentes" em jogos eletrônicos. A revista Play a incluiu na lista dos dez melhores diálogos. Ela foi incluída entre as garotas mais chamativas em jogos pela IGN em 2012 e foi classificada como a 22ª mais bonita pelo Portal PlayGame da Universo Online (UOL) em 2014.
Alguns notaram a semelhança de Anna com sua irmã Nina; a Interia.pl incluiu ambas entre as vilãs femininas mais sexy de 2012. Em 2011, a Joystiq afirmou que "não poderia deixar de ficar triste com a notícia" de que o produtor da Capcom, Yoshinori Ono, queria que Anna fosse incluída em Street Fighter × Tekken, mas "o diretor foi contra colocar Anna porque já tinham Nina". A GamesRadar+ comentou sobre o assunto: "Só podemos esperar que a femme fatale irlandesa encontre seu caminho em Tekken × Street Fighter". Na enquete oficial da Namco Bandai Games, Anna se posicionou como a 16ª personagem de Tekken mais solicitada para ser adicionada ao elenco deste jogo.